# Irina Tsivina
Irina Tsivina (Minsk, 1er juillet 1963 - Moscou, 18 avril 2019) est une actrice russe. 

## Biographie
Elle a étudié à l'École-studio du Théâtre d'Art académique de Moscou.

## Vie personnelle
Irina était mariée à l'acteur soviétique légendaire Evgueni Evstigneïev. Après sa mort, elle s'est remariée avec George Pusep, producteur hollywoodien connu pour son travail avec Paramount Pictures, les Harlem Globetrotters et des films comme Music Box (1989). Ils ont vécu à Los Angeles, en Californie, où ils ont eu deux enfants : Eugène (1995) et Zina (1997).
En 1999, Irina et George ont déménagé à Moscou et ont divorcé au début des années 2000.